# Wodorotlenek radu
Wodorotlenek radu, Ra(OH)
2 – nieorganiczny związek chemiczny z grupy wodorotlenków. Powstaje podczas roztwarzania radu w wodzie. Najlepiej rozpuszczalny w wodzie spośród wodorotlenków berylowców, o silniejszych właściwościach zasadowych niż wodorotlenek baru. Rozpuszcza się w wodzie lepiej niż wodorotlenki aktynu i toru i może zostać od nich oddzielony poprzez strącenie ich amoniakiem.